# Briefkasten

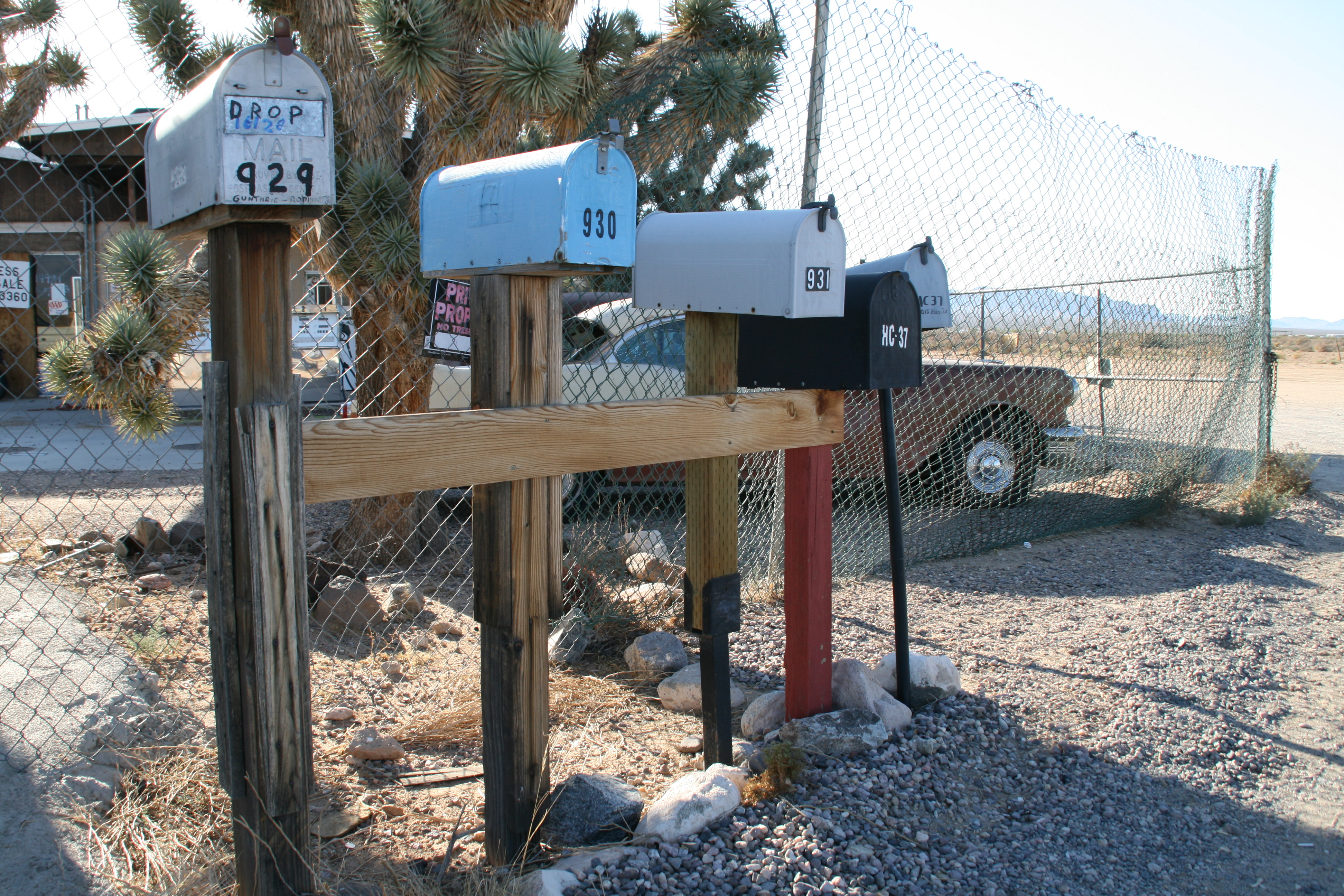
Hausbriefkästen in den USA, Kalifornien

Ein Briefkasten ist eine Einrichtung, in der Postsendungen während der Zustellung vorübergehend aufbewahrt werden.

## Geschichte
Bereits 1600 sind erste Modelle in Paris und Florenz bekannt. Von 1633 datiert das älteste Zeugnis zu einem Briefkasten in Deutschland, der im niederschlesischen Liegnitz erwähnt wurde. Mit der Einführung des Massenbriefverkehrs im 19. Jahrhundert wurden Briefkästen eine weit verbreitete Einrichtung. Mit dem Rückgang der Briefpost in Folge des Mailverkehrs und anderer alternativer Kommunikationsmittel schwindet der Briefkasten zum Versand von Post zunehmend aus dem öffentlichen Raum.

## Funktionen
Ein Briefkasten kann dem Absenden von Post dienen (Postbriefkasten), aber auch zur Annahme von Post (Hausbriefkasten, Postfach und Fristbriefkasten), teilweise auch kombiniert. Des Weiteren können an der Briefstation und an einer Postboje Briefsendungen eingeliefert werden. Eine Mischung von Einlieferung und Empfang bilden die Paketautomaten, Packstation, Post.24-Station sowie die Post 24/7-Station, wenn diese über eine Packstation verfügt. Ebenfalls eine Mischung bildet der Tote Briefkasten. 